# Assemblée suprême du Nakhitchevan
VIe législature
Siège de l'Assemblée suprême
L'Assemblée suprême (en azéri : Naxçıvan Muxtar Respublikasının Ali Məclisi) est l'assemblée législative du Nakhitchevan, région autonome de l'Azerbaïdjan. Elle est créée en 1990 lorsque le Nakhitchevan déclare son indépendance de l'Union soviétique pour devenir une république autonome de l'Azerbaïdjan.
Le rôle de cette assemblée est de régir la république autonome. Elle reste subordonnée à l'Assemblée nationale d'Azerbaïdjan. L'actuel président de l'Assemblée suprême est, depuis le 5 octobre 2023, Anar İbrahimov (az).